# Cristóbal Briceño
Cristóbal Ignacio Briceño Aburto (Santiago, 22 de junio de 1985) es un cantante, compositor, guitarrista chileno. 
Es vocalista y compositor de las bandas Fother Muckers, Ases Falsos, «Las Chaquetas Amarillas» y «Los Castigos», además de los dúos Los Mil Jinetes, Núñez Briceño y «Dúo Niágara». También es líder del proyecto «Cristóbal Briceño y la Estrella Solitaria», además de mantener una carrera como solista desde 2014.

## Primeros años y vida personal
Briceño nació el 22 de junio de 1985 en Santiago de Chile, de familias provenientes de la Región de Aysén del General Carlos Ibáñez del Campo y del Valle de Colchagua. Vivió parte de su adolescencia en Argentina, pero cursó su educación secundaria y superior en Santiago.

## Carrera musical
A fines de 2004, Briceño conoció al bajista Simón Sánchez en los patios de la Facultad de Comunicaciones de la Universidad Católica. La idea inicial fue hacer una banda que versionara temas de sus músicos favoritos de los años 1960, pero después de la llegada del guitarrista Héctor Muñoz la banda Fother Muckers comenzó su trabajo con canciones propias. El debut oficial en los escenarios fue durante la Convención Beatle-Chile 2005.

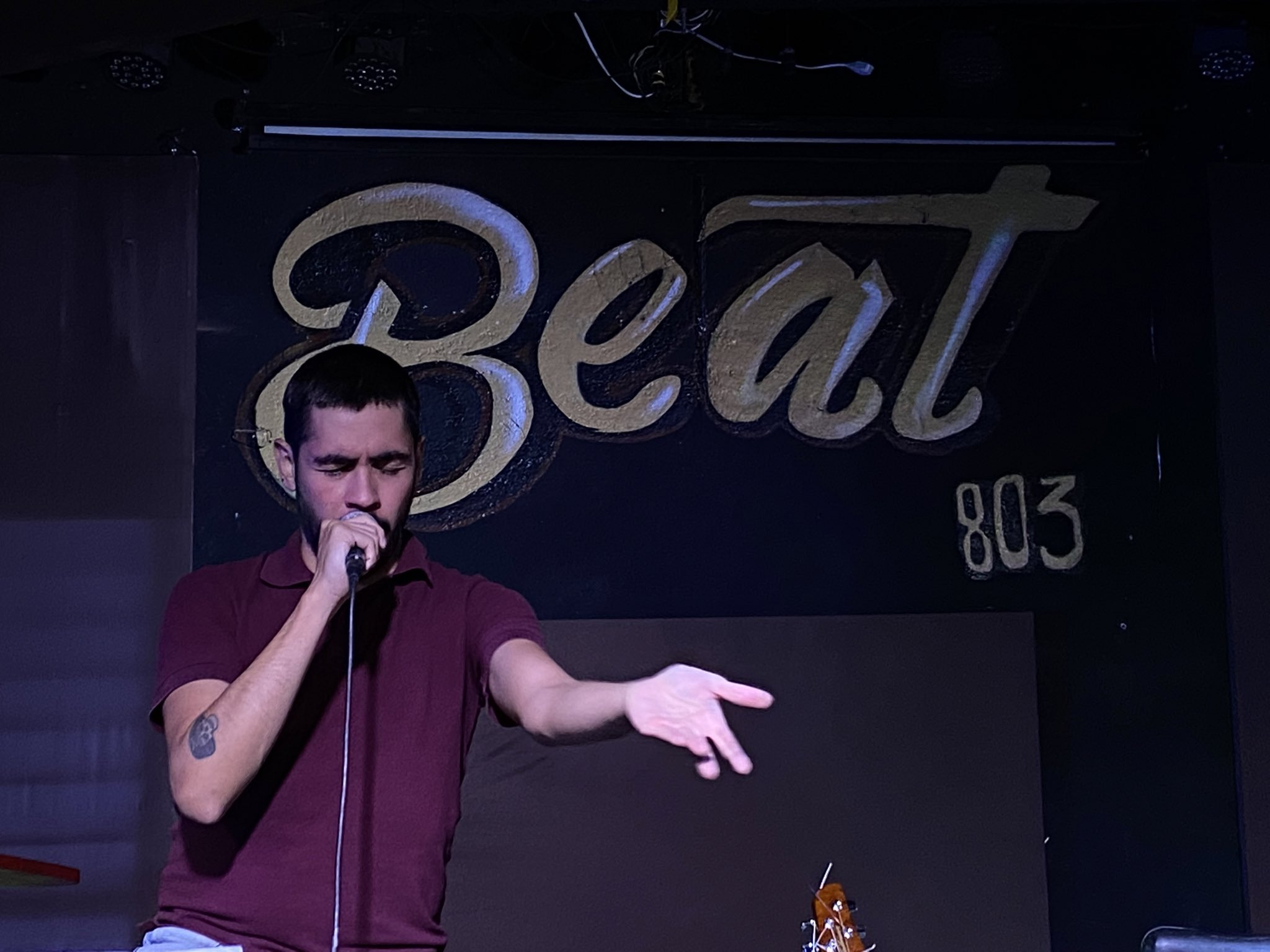
Briceño presentándose en México durante febrero de 2022

Durante el 2009, la banda tuvo residencia en San Carlos, sin el guitarrista Héctor Muñoz.
En total, Fother Muckers editó 4 discos de estudio, 2 EP, un disco en vivo y un DVD inédito de la misma presentación. 
En 2011, se presentaron en la primera edición chilena de Lollapalooza, realizado en Santiago de Chile.
En 2008, formó Los Mil Jinetes, un dúo de folk junto con Andrés Zanetta. Después se sumaron Antonio Little, Cristóbal Fredes y Martín del Real (ex Teleradio Donoso)
También incursionó en cine, participando como extra en las películas de Cristián Jiménez: Ilusiones ópticas, donde también compuso la banda de sonido, y Bonsái.En 2024 fue el director de Bremen, una comedia musical onírica chilena junto a los integrantes de Ases Falsos en los roles protagónicos.
Además, lleva un proyecto aparte llamado «Cristóbal Briceño y La Estrella Solitaria» donde se ve una faceta romántica, versionando canciones clásicas en español.
En 2018, lanzó el disco «Cumbias Guitarreadas» bajo el nombre de Nuñez Briceño, una dupla conformada junto a Gonzalo Núñez.

## Controversias
Durante la segunda mitad de los años 2010, Briceño fue también conocido por su imagen pública controversial y sus declaraciones polémicas.

### Comentarios sobre feminismo
En 2014, en un video de la FECH invitando a una jornada sobre el Día internacional de la Mujer, Briceño declaró que " esto que hablan del patriarcado acá, el patriarcado allá muchas veces es matriarcado solapado". La declaración le valió críticas de organizaciones feministas y la pérdida de contratos para tocar en semanas de bienvenida universitaria.

### Hostigamiento contra menor de edad
El 2 de septiembre de 2020, Briceño fue acusado de haber hostigado a una adolescente de 16 años cuando él tenía 27 años, presentando varios elementos del disco "Conducción" como parte del hecho. Ante tal acusación, Briceño respondió aceptando la veracidad de los hechos y declaró:
"En mis delirios pensaba arrendar una casa y ser su pololo. Nunca hubo ningún acoso o abuso, sí nos dimos un beso, pero a eso no más llegamos. Yo quedé muy ilusionado después de eso, pensé que iba a dar un paso a una relación y no fue así. Con el tiempo lo agradecí".

## Discografía
Álbumes de estudio
- 2014: Deja un rato piola
- 2014: Amigo de lo ajeno
- 2016: Cuerpo a cuerpo
- 2018: Para hondo
- 2019: Amigo de lo ajeno 2
- 2019: Briceño contra las cuerdas
- 2020: En mi rincón
- 2021: Amigo de lo ajeno 3
- 2021: Todo no es tanto
- 2021: Abran cancha
- 2022: Doler crece
- 2023: Una cosa poca
- 2023: Aurora
- 2024: El afuerino

## Filmografía
- Ilusiones ópticas (2009)
- Bonsái (2011)
- Bremen (2023)